# 丈六院摩崖造像
丈六院摩崖造像位於四川省眉山市東坡區萬勝區。該處龕窟造像始建於唐代。龕窟分布在長127米、寬47米的山岩上，現存造像共75龕，計有像566尊。第6、7號龕中的造像保存完整，兩龕中造像均高1.8米。文物遺址年代判定為唐代。2007年6月1日公佈為四川省第七批文物保護單位。